# Parrocchia di Catahoula
La parrocchia di Catahoula (in inglese Catahoula Parish) è una parrocchia dello Stato della Louisiana, negli Stati Uniti. La popolazione al censimento del 2000 era di 10 920 abitanti. Il capoluogo è Harrisonburg.

## Geografia
La parrocchia si trova nel nord-est dello Stato. A nord scorre il fiume Ouachita che poi va a formare il confine sud-est diventando il fiume Black, dopo essersi unito con il fiume Tensas, che invece forma il confine nord-est. Il territorio è ricco di corsi d'acqua e punteggiato da diversi laghi.

### Parrocchie confinanti
- Parrocchia di Franklin - nord
- Parrocchia di Tensas - nord-est
- Parrocchia di Concordia - est
- Parrocchia di Avoyelles - sud
- Parrocchia di LaSalle - ovest
- Parrocchia di Caldwell - nord-ovest

## Storia
La parrocchia fu creata nel 1808 dal territorio della parrocchia di Rapides. Il nome deriva da una parola Taensa che significa "grande lago chiaro".

## Comuni
La parrocchia comprende le seguenti comunità:
- Harrisonburg (capoluogo) - village
- Jonesville - town
- Sicily Island - village
- Wallace Ridge - cdp